# Gampsorhynchus
Gampsorhynchus là một chi chim trong họ Pellorneidae.

## Các loài
- Gampsorhynchus rufulus
- Gampsorhynchus torquatus